# Komarows Flieder
Komarows Flieder (Syringa komarowii) ist ein großer Strauch mit purpurrosafarbenen bis weißen Blüten aus der Familie der Ölbaumgewächse (Oleaceae). Das natürliche Verbreitungsgebiet liegt im Norden von China. Die Art wird als Zierstrauch verwendet. 

## Beschreibung
Komarows Flieder ist ein 1,5 bis 6 Meter hoher Strauch mit dicken, stielrunden und mit zahlreichen Korkporen besetzten Zweigen, die anfangs behaart sind und später verkahlen. Endknospen sind vorhanden. Die Laubblätter haben einen 1 bis 3 Zentimeter langen Stiel. Die Blattspreite ist einfach, 5 bis 19 Zentimeter lang und 1,5 bis 7 selten auch 9 Zentimeter breit, eiförmig-länglich bis länglich-lanzettlich, spitz bis lang zugespitzt und mit keilförmiger Basis. Die Blattoberseite ist tiefgrün und kahl oder entlang des Mittelnervs behaart, die Unterseite ist gelblich graugrün und zerstreut behaart.
Die Blüten wachsen in 4 bis 25 Zentimeter langen und 3 bis 13 Zentimeter durchmessenden, nickenden oder hängenden, walzenförmigen bis länglich-eiförmigen, dichten oder lockeren Rispen. Die Blütenstandsachse ist dicht behaart bis kahl. Die Blütenstiele sind 0 bis 1,5 Millimeter lang und ebenso wie der 2 bis 3 Millimeter lange Blütenkelch dicht behaart bis kahl. Die Blütenkrone ist 1 bis 2,2 Zentimeter lang, außen purpurrot, rot oder blass lila und innen weiß. Die Kronröhre ist 0,8 bis 1,5 selten 2 Zentimeter lang und trichterförmig. Die Kronzipfel sind eiförmig bis eiförmig-länglich, waagrecht oder aufrecht stehend. Die Staubbeutel sind gelb und manchmal etwas hervorragend. 
Als Früchte werden 1 bis 1,5 Zentimeter lange, glatte oder mit Korkporen besetzte Kapseln gebildet.
Die Chromosomenzahl beträgt 2n = 46.

## Verbreitung
Das natürliche Verbreitungsgebiet liegt in China im Süden der Provinz Gansu, im Westen von Hubei, im Süden von Shaanxi, in Sichuan und im Norden von Yunnan. Komarows Flieder wächst in kühlfeuchten Wäldern, Dickichten, entlang von Flüssen und in Schluchten in 1000 bis 3400 Metern Höhe auf schwach sauren bis alkalischen, humosen oder sandig-lehmigen, nährstoffreichen Böden an sonnigen bis lichtschattigen Standorten. Die Art ist meist frosthart.

## Systematik
Komarows Flieder (Syringa komarowii) ist eine Art aus der Gattung der Flieder (Syringa) in der Familie der Ölbaumgewächse (Oleaceae). Dort wird sie der Tribus Oleeae zugeordnet. Die Art wurde von Camillo Karl Schneider 1910 erstmals wissenschaftlich beschrieben. Der Gattungsname Syringa wurde von Linné 1753 gewählt, zuvor ab etwa dem 16. Jahrhundert wurde der Name sowohl für den Gemeinen Flieder (Syringa vulgaris) als auch für den Europäischen Pfeifenstrauch (Philadelphus coronarius) verwendet. Er kann wahrscheinlich von der griechischen „syrigs“ abgeleitet werden, einem Blasinstrument, das man aus den Ästen des Pfeifenstrauchs herstellen kann. Das Artepitheton komarowii erinnert an den russischen Botaniker Wladimir Leontjewitsch Komarow.
Es werden zwei Unterarten unterschieden:
- Syringa komarowii subsp. komarowii mit meist mehr oder weniger dichten Blütenständen, außen dunkelfarbiger, purpurroter, roter oder lilaroter Blütenkrone und meist mehr oder weniger aufrecht stehenden Kronzipfeln. Die Unterart blüht von Mai bis Juli, die Früchte reifen von Juli bis Oktober. Das Verbreitungsgebiet liegt in Dickichten, Wäldern und entlang von Flüssen in 1000 bis 3400 Metern Höhe im Süden Gansus und Shaanxis, in Sichuan und im Norden von Yunnan.[7] Sie wird der Winterhärtezone 6a zugeordnet mit mittleren jährlichen Minimaltemperaturen von −23,3 bis −20,6 °C.[2]
- Der Bogen-Flieder[8] (Syringa komarowii subsp. reflexa (C. K. Schneider) P. S. Green & M. C. Chang) mit pyramidenartigen, oft unterbrochenen Blütenständen, blass gefärbter, hellrote oder blass lilafarbener Blütenkrone und meist waagrecht stehenden Kronzipfeln. Die Unterart blüht von Mai bis Juni, die Früchte reifen von Juli bis Oktober. Das Verbreitungsgebiet liegt in Schluchten in 1800 bis 2900 Metern Höhe im Wasten Hubeis und Nordosten Sichuans. Das Taxon wurde 1910 durch Camillo Karl Schneider als eigene Art Syringa reflexa beschrieben und 1995 als Unterart Syringa komarowii eingestuft.[9] Sie wird der Winterhärtezone 4 zugeordnet mit mittleren jährlichen Minimaltemperaturen von −34,4 bis −28,9 °C.[2]

## Verwendung
Komarows Flieder wird selten, der Bogenflieder (die Unterart Syringa komarowii subsp. reflexa) häufig aufgrund seiner dekorativen Blüten als Zierstrauch verwendet.

## Nachweise